# Anisolambda
Anisolambda és un gènere extint de mamífers litopterns de la família dels proterotèrids que visqueren a Sud-amèrica durant l'Eocè, fa entre 38 i 56 milions d'anys. Se n'han trobat restes fòssils a la província argentina de Chubut. Eren uns dels litopterns més antics i la seva morfologia dental, molt primitiva, juntament amb la manca de material postcranial, fa que resulti difícil classificar-los amb exactitud. El nom genèric Anisolambda significa ‘lambda desigual’ i es refereix als lòbuls de les seves dents molars inferiors.